# Edoardo Volpi Kellermann
Edoardo Volpi (Livorno, 27 giugno 1964) è un compositore e scrittore italiano, autore di un progetto musicale legato a Tolkien e del romanzo di fantascienza "The Montecristo Project".

## Biografia
Dopo gli studi, tra cui un diploma in pianoforte del 1986 al Conservatorio Cherubini di Firenze e alcuni anni di studio della composizione all'Accademia di Santa Cecilia di Roma con Mauro Bortolotti, si è specializzato in computer music e nel 1995 ha iniziato l'attività a Milano con la digitalizzazione di alcuni archivi musicali e una prima collaborazione per il Teatro alla Scala.
Tra le sue opere più note, alcune colonne sonore per progetti digitali a carattere culturale (tra cui il progetto Sardegna Interactive per la Regione Sardegna, la mostra agli Uffizi di Firenze in occasione del restauro del Perseo di Benvenuto Cellini e le minisigle per i passaggi inter-trasmissione di Rete4), affiancati ad un'opera compositiva più tradizionale in produzioni discografiche (suoi gli arrangiamenti orchestrali del disco di Alina per il Festival di Sanremo 2003).
Nel 1980 inizia a lavorare al progetto Tolkieniana, un grande ciclo musicale ispirato all'opera di J. R. R. Tolkien che presto si trasforma in una rete di collaborazioni e iniziative da cui nasce, nel 2004 e grazie all'incontro con il compositore e direttore d'orchestra Alessandro Ferrari, la sinfonica Tolkieniana, un'orchestra in collaborazione con professori dell'orchestra della Scala e tra i migliori allievi dell'Accademia della Scala.
Tra le prime attività musicali di Volpi Kellermann nel filone del mito e del fantastico, il concerto multimediale del 30 aprile 1992 all'inaugurazione del Fancon di Courmayeur per il centenario della nascita di Tolkien. A seguito di questa ed altre esperienze, nel 1998 vince il Premio Italia – Sezione spettacolo per la conferenza multimediale Gli eroi alati della fantascienza insieme a Giuliano Giachino e nel 2004 esce il primo disco ufficiale del progetto Tolkieniana. Il disco, Verso Minas Tirith, è un elaborato prodotto che si ispira alla musica classica e alla musica elettronica, non scevra di elementi rock progressivo e di teatro: al progetto partecipa come voce recitante il doppiatore Davide Perino, noto per essere il doppiatore di Elijah Wood. Il disco viene presentato ufficialmente nel 2004 a Bruxelles in occasione dell'evento di inaugurazione della convention Tolkien50years per il cinquantenario della prima edizione del Signore degli Anelli tenutasi presso il Teatro della Cultura del Consolato d'Italia e presso il Parlamento Europeo.
Fra gli ultimi concerti del compositore, l'esibizione della Sinfonica Tolkieniana all'inaugurazione del 53° FilmFestival Internazionale di Trento su invito del direttore artistico Maurizio Nichetti e l'esecuzione del suo divertimento Festa in Casa Baggins al Teatro Dal Verme di Milano il 21 febbraio 2007 in occasione dell'esecuzione della sinfonia di Howard Shore, e la Conferenza-Concerto L'attualità Musicale di Tolkien tenuto il 19 aprile 2024 presso la Pontificia Università della Santa Croce a Roma.
Alla sua attività di musicista e compositore, Edoardo Volpi Kellermann affianca dal 2004 quella di promotore culturale, anche attraverso il progetto di aggregazione web Tolkieniana Net che si prefigge di creare una comunità virtuale e una rete collaborativa internazionale fra gli artisti che si sono ispirati o si ispirano all'opera di Tolkien. In questa veste ha organizzato due festival di critica letteraria, arte e musica a Buccinasco, nell'hinterland milanese, nel 2006 e nel 2007, con la collaborazione di importanti esponenti della critica italiana.
Dopo diversi anni si dedica all'insegnamento scolastico e quindi insegna musica all'Istituto Comprensivo De Amicis di Livorno.
Dal 2022 collabora come giornalista e divulgatore scientifico mantenendo due rubriche sul magazine internazionale in 95 lingue Innovando News.
Vive a Rosignano Marittimo.

## Pubblicazioni
- The Montecristo Project / 1 - La Prima Colonia, Romanzo "aumentato" di fantascienza, Delos Digital, 2022.
- The Montecristo Project, Romanzo di fantascienza, Spider&Fish, 2015 - Ritirato dalla pubblicazione nel 2016
- La musica nella Terra di Mezzo, nella raccolta di saggi Albero di Tolkien, Milano, Bompiani, 2007
- iLife and iWork 2008 (manuale), Milano, Apogeo, 2008
- iLife '11 (manuale), Milano, Apogeo, 2011
- iWork. Mac, IPad, iPhone (manuale), Milano, Apogeo, 2012

## Eventi organizzati
- castellanza.tolkieniana.net, Tolkieniana Net 2012, Castellanza (Va)
- dalverme.tolkieniana.net, Viaggio nella Terra di Mezzo al Dal Verme di Milano
- festival.tolkieniana.net, Tolkieniana Net 2007, Buccinasco (Mi)
- 25.tolkieniana.net, Tolkieniana Net 2006, Buccinasco (Mi)